# Baynes Bat
Le Baynes Bat — parfois également appelé Slingsby-Baynes Bat — était un planeur militaire expérimental britannique, conçu par L. E. Baynes (en) au cours de la Seconde Guerre mondiale. Il avait pour objectif de tester la configuration sans dérive (en anglais : « tailless ») proposée par son concepteur comme solution pour convertir des chars en planeurs temporaires, pouvant accéder par leurs propres moyens au champ de bataille en planant.

## Conception et développement
À la fin des années 1930, les différentes armées cherchaient un moyen de faire prendre l'air à des unités militaires lourdes. Il n'existait alors aucun avion de transport suffisamment gros et performant pour soulever un char, et même si un tel appareil avait existé, il aurait nécessité de nombreuses installations spéciales. Une solution explorée pendant la Seconde Guerre mondiale était de remorquer les chars comme des planeurs, des ailes devant alors être ajoutées sur ces véhicules. La plupart des concepts étaient basés sur des ailes droites et des empennages et des stabilisateurs additionnels. Le concept imaginé par L. E. Baynes en 1941 proposait l'utilisation d'un planeur de transport en forme d'aile volante (Carrier Wing Glider) d'une envergure de 30,48 m, consistant en une aile en flèche dotée de stabilisateurs verticaux à ses extrémités.
Un prototype à l'échelle 1/3 fut construit intégralement en bois en 1943 par Slingsby Sailplanes à Kirkbymoorside, dans le Yorkshire du Nord, en Angleterre. L'appareil reçut le numéro de série militaire RA809 et un camouflage vert et marron sur les surfaces supérieures, tandis que les extrémités étaient peintes en une couleur jaune bien voyante. Le dessous de l'appareil était également jaune et recevait des bandes noires disposées en diagonale. Le train d'atterrissage consistait en un simple ski ventral et l'appareil reposait sur l'une de ses extrémités d'ailes lorsqu'il était au stationnement. Des roulettes étaient toutefois utilisées pour les déplacements au sol. Le contrôle en vol était assuré par les dérives d'extrémités d'aile et des élevons lestés et équilibrés, reliés au volant de contrôle du pilote par des poulies et des biellettes. Les élevons se déplaçaient ensemble pour le contrôle en tangage, alors qu'ils s'inclinaient différentiellement pour le contrôle en roulis. Les volets, brevetés par Slingsby, étaient installés bien en avant du bord de fuite de l'aile afin de ne pas déstabiliser l'appareil lors de leur déploiement complet. Le Bat effectua son premier vol en juillet 1943 à l'Airborne Forces Experimental Establishment (en) (AFEE) à Sherburn-in-Elmet (en), également dans le Yorkshire du Nord. La plupart des vols d'essai furent effectués avec le Flight lieutenant Robert Kronfeld aux commandes,.
Les essais furent réussis, l'appareil étant très stable et maniable dans tout son domaine de vol, mais le projet fut abandonné car aucun char adapté n'était alors disponible et la décision avait été faite de développer des planeurs qui transporteraient l'équipement lourd à l'intérieur de leur fuselage. Les stratèges militaires n'étaient en fait pas vraiment convaincus de la praticité de récupérer de grands nombres de Bats sur le champ de bataille, mais en temps de guerre, cela n'était toutefois pas un facteur critique.
L'unique exemplaire produit du Bat fut le premier monoplan sans dérive avec volets à devenir disponible pour la recherche, et il fut utilisé de manière intensive par le Royal Aircraft Establishment pour tester la stabilité et la maniabilité des avions dépourvus de dérive. L'appareil fut ensuite vendu comme surplus en octobre 1946 et entra dans les registres de la British Gliding Association en novembre 1947. Il fut observé pour la dernière fois en 1958, reposant derrière un hangar à l'aéroport de Croydon, à Londres.

## Utilisateurs
- Royaume-Uni :
  - Airborne Forces Experimental Establishment (en) (AFEE)[1] ;
  - Royal Aircraft Establishment[1].

## Spécifications techniques
Données de « Nothing Ventured... », Aeroplane Monthly & Ellison 1971.
Caractéristiques générales
- Équipage : 1 pilote
- Longueur : 3,46 m
- Envergure : 10,16 m
- Hauteur : 1,34 m
- Surface alaire : 14,86 m2
- Masse à vide : 346,1 kg
- Allongement : 7

 Performances 
- Vitesse maximale : 193 km/h
- Vitesse de croisière : 129 km/h
- Vitesse de décrochage : 64 km/h
- Charge alaire : 29,3 kg/m2

### Magazines
- (en) Philip Jarrett, « Nothing Ventured... », Aeroplane Monthly,‎ mai 1990 (ISSN 0143-7240).